# ホスロー5世
ホスロー5世またはファッルフザード・ホスローはサーサーン朝の君主（在位：631年3月-4月）。ホスロー2世の息子であった。

## 生涯
ファッルフザード・ホスローはホスロー2世の息子として産まれた。父のホスロー2世は、シャベスターンという地下室に3000人以上もの側妻を住まわせていたと伝えられており、ホスロー5世の母が側妻の一人だったのか、寵愛した妻のシーリーンだったのかは詳しく分かっていない。ファッルフザード・ホスローにはマルダーンシャー、Juvansher、アーザルミードゥフト、カワード2世、シャフリヤール（ヤズデギルド3世の父）、ボーラーンなど、多数の兄弟がいた。
628年、父のホスロー2世は兄のカワード2世を支持した貴族らにより、廃位された。カワード2世はペーローズ・ホスローに自身の兄弟と異母兄弟全員の処刑を命じた。しかし、ファッルフザード・ホスローはニシビス近郊の要塞に逃げて生き延びた。631年、サーサーン朝の貴族のZadhuyihによりクテシフォンに連れられ、サーサーン朝の君主「ホスロー5世」として戴冠した。しかし、1ヶ月後には反乱に遭い殺害された。